# يان فيالا
يان فيالا ، من مواليد 19 مايو 1956 ، لاعب كرة قدم تشيكوسلوفاكي سابق.
لعب مع منتخب تشيكوسلوفاكيا لكرة القدم.

## مسيرته الكروية
لعب يان فيالا خلال مسيرته الاحترافية مع 3 أندية في خمسة عشر موسمًا وسجل خلالها 3 أهداف ضمن 284 مباراة. حيث فاز في ثلاثة مواسم بالكأس وفي ثلاثة مواسم بالدوري.
خاض يان فيالا مسيرته مع نادي دوكلا براغ في موسم 1976–77 ليلعب معه أحد عشر موسمًا، مشاركًا في 199 مباراة سجل خلالها هدفًا واحدًا. ثم انتقل إلى نادي لوهافر في موسم 1987–88 لمدة موسم واحد، حيث شارك في 28 مباراة ولم يسجل أي هدف. لينتقل بعدها إلى Bourges 18 ‏ في موسم 1988–89 واستمر معه طيلة ثلاثة مواسم، مشاركًا في 57 مباراة سجل خلالها هدفين.

## روابط خارجية
- يان فيالا على موقع الاتحاد الدولي (مؤرشف)  (الإنجليزية)
- يان فيالا على موقع الاتحاد التشيكي (الإنجليزية)
- يان فيالا على موقع قاعدة بيانات كرة القدم.إي يو (الإنجليزية)
- يان فيالا على موقع ناشيونال فوتبول تيمز (الإنجليزية)
- يان فيالا على موقع عالم كرة القدم.نت (الإنجليزية)